# Макеу
Макеу (рум. Macău) — село у повіті Клуж в Румунії. Входить до складу комуни Агірешу.
Село розташоване на відстані 343 км на північний захід від Бухареста, 24 км на захід від Клуж-Напоки.

## Населення
За даними перепису населення 2002 року у селі проживали 664 особи.
Національний склад населення села:
| Національність | Кількість осіб | Відсоток |
| -------------- | -------------- | -------- |
| угорці         | 634            | 95,5%    |
| румуни         | 30             | 4,5%     |

Рідною мовою назвали:
| Мова      | Кількість осіб | Відсоток |
| --------- | -------------- | -------- |
| угорська  | 632            | 95,2%    |
| румунська | 32             | 4,8%     |